# 941 (lok)
941 är Hector Rails typbeteckning på två lok i Sverige av den tyska tillverkaren Vosslohs typ G 2000 BB. Det första 941-loket hyrde TX Logistik av tillverkaren i början av 2006. Senare samma år köpte Hector Rail loket av Vossloh. 2008 köpte Hector Rail ett till lok av samma typ. Det finns därmed endast två lok av denna typ i Sverige.